# Freeze 'em all: Live in Antarctica
Freeze 'em all: live in Antarctica was een live-uitvoering van de Amerikaanse metalband Metallica. Het optreden vond plaats op 8 december 2013, nabij de heliport van het Argentijnse poolstation Carlini op het eiland King George in Antarctica. De band trad op in een koepel voor een publiek van 120 mensen. Het publiek bestond uit wetenschappers van over de hele wereld en winnaars van een door Coca-Cola gesponsorde, in Zuid-Amerika gehouden sweepstake. Nog in dezelfde maand startte de verkoop van het livealbum.
De koepel beschermde de bandleden en het publiek tegen de weersomstandigheden. De omgeving werd juist beschermd tegen Metallica; versterkers werden geïsoleerd en het geluid werd naar hoofdtelefoons gestuurd. Met het optreden werd Metallica de eerste band die op alle zeven werelddelen heeft gespeeld.

## Setlist
Tijdens het concert, dat ongeveer een uur duurde, werden de volgende nummers gespeeld:
| Nr | Titel                       | Album                |
| -- | --------------------------- | -------------------- |
| 1  | 'Creeping death'            | Ride the lightning   |
| 2  | 'For whom the bell tolls'   | Ride the lightning   |
| 3  | 'Sad but true'              | Metallica            |
| 4  | 'Welcome home (sanitarium)' | Master of Puppets    |
| 5  | 'Master of puppets'         | Master of Puppets    |
| 6  | 'One'                       | …And justice for all |
| 7  | 'Blackened'                 | …And justice for all |
| 8  | 'Nothing else matters'      | Metallica            |
| 9  | 'Enter sandman'             | Metallica            |
| 10 | 'Seek & destroy'            | Kill 'em all         |

## Documentaire
In 2015 verscheen de documentaire Freeze 'em all van regisseur Adam Dubin. In de documentaire wordt de band gevolgd bij het verkennen van het gebied en tijdens het optreden. Freeze 'em all werd gratis aangeboden op de website van Metallica. Dubin maakte eerder de documentaire A year and a half in the life of Metallica, over de totstandkoming van het album Metallica (1991) en de daarop volgende tour.